# Helden des Olymp – Das Blut des Olymp

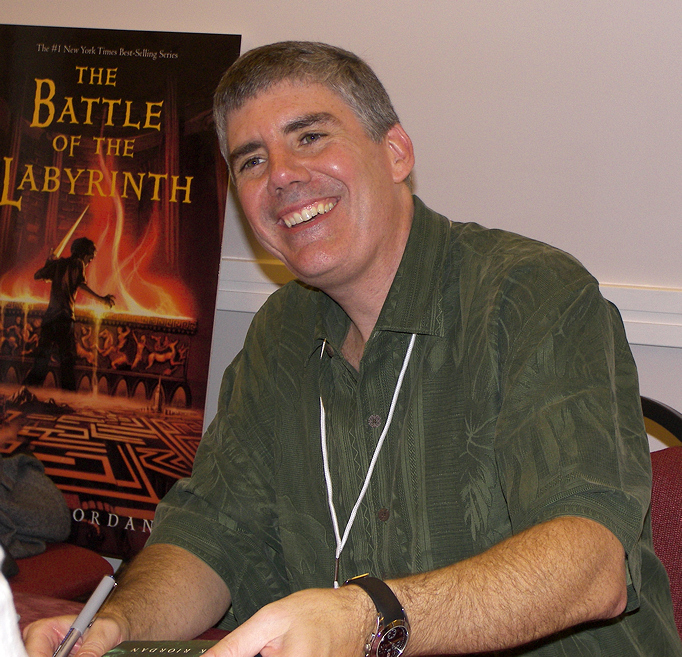
Autor Rick Riordan

Helden des Olymp – Das Blut des Olymp (Originaltitel: The Heroes of Olympus: The Blood of Olympus) ist ein Fantasy-Jugendbuch von Rick Riordan. Es ist das fünfte und  letzte Buch der Serie und die Fortsetzung von Das Haus des Hades.

## Handlung
Die Handlung schließt direkt an den vorangehenden Band an und folgt hauptsächlich den Erlebnissen zweier Figurengruppen. Die erste Gruppe besteht aus Jason, Piper und Leo, die sich mit Percy, Annabeth, Frank und Hazel auf dem Schiff Argo II und auf dem Weg nach Athen befinden. Dort soll laut der Prophezeiung Gaia erwachen, was die Helden zu verhindern versuchen.
Die andere Gruppe besteht aus Nico und Reyna, die zusammen mit Coach Hedge die Statue der Athena Parthenos zurück ins Camp Half-Blood bringen wollen, um die Griechen und Römer wieder miteinander zu versöhnen und in der Folge zu verhindern, dass Octavian seinen Angriff auf das Camp beginnt. Auf ihrem Weg über Pompeji, Portugal, den Atlantik, Puerto Rico und South Carolina müssen sie sich gegen Untote im Dienst von Gaia verteidigen und der Verfolgung durch Orion entgehen. In Puerto Rico, der Heimat Reynas, arbeitet Reyna mit ihrer Schwester Hylla zusammen, um Orion zu besiegen, muss jedoch fliehen, nachdem dieser einen großen Teil der Jägerinnen der Artemis vernichtet hat. Erst kurz vor Camp Half-Blood stellt sich Reyna Orion und kann ihn besiegen. Nico bemüht sich währenddessen, Octavians Angriffsversuche auf das Camp zu sabotieren, und Reyna kann die Statue rechtzeitig abliefern.
Jason, Leo und Piper müssen, um die gefährliche Meerenge von Korinth zu vermeiden, einen Umweg um die ganze Peloponnes machen, bis sie nach Athen gelangen. Juno hat ihnen den Auftrag gegeben, die Siegesgöttin Nike in Olympia aufzusuchen; diese spricht die Prophezeiung aus, dass einer der drei sterben werde, aber mit einem speziellen Heilmittel wiederbelebt werden könne. Auf ihrer weiteren Reise sammeln sie die notwendigen Zutaten ein und müssen sich dabei gegen weitere Gefahren verteidigen. Als sie den Parthenon erreichen, werden Percy und Annabeth verletzt und erwecken mit ihrem Blut unwillentlich Gaia.
Leo gelingt es im letzten Moment, Gaia mithilfe eines mechanischen Drachen Festus aufzuhalten und in die Luft zu jagen. Zwar kommt er dabei selbst um, schafft es aber, sich mit dem Heilmittel Nikes selbst wiederzubeleben, und fliegt auf die Insel seiner Geliebten Calypso zurück. Dort versucht er, diese von ihrem Fluch, ewig auf der Insel festsitzen zu müssen, zu befreien, indem er mit ihr auf seinem Drachen wegfliegt. Inwiefern ihm das gelingt, bleibt offen und wird in der Folgeserie Die Abenteuer des Apollo weiter behandelt.

## Hintergrund
Die englische Originalausgabe wurde im Oktober 2014 in einer Auflage von 3 Millionen bei Disney Hyperion veröffentlicht. Ende Oktober war das Buch auf Platz 9 von Apples iBooks-Bestsellerliste und im Dezember 2014 auf Platz 16 in der USA-Today-Bestsellerliste.